# Hofanlage Nienburger Straße 19
Die Hofanlage Nienburger Straße 19 in Bassum-Neubruchhausen, 8 km östlich vom Kernort Bassum entfernt, wurde im 19. Jahrhundert gebaut.
Das Ensemble ist ein Baudenkmal in Bassum.

## Geschichte
Die Hofanlage besteht aus

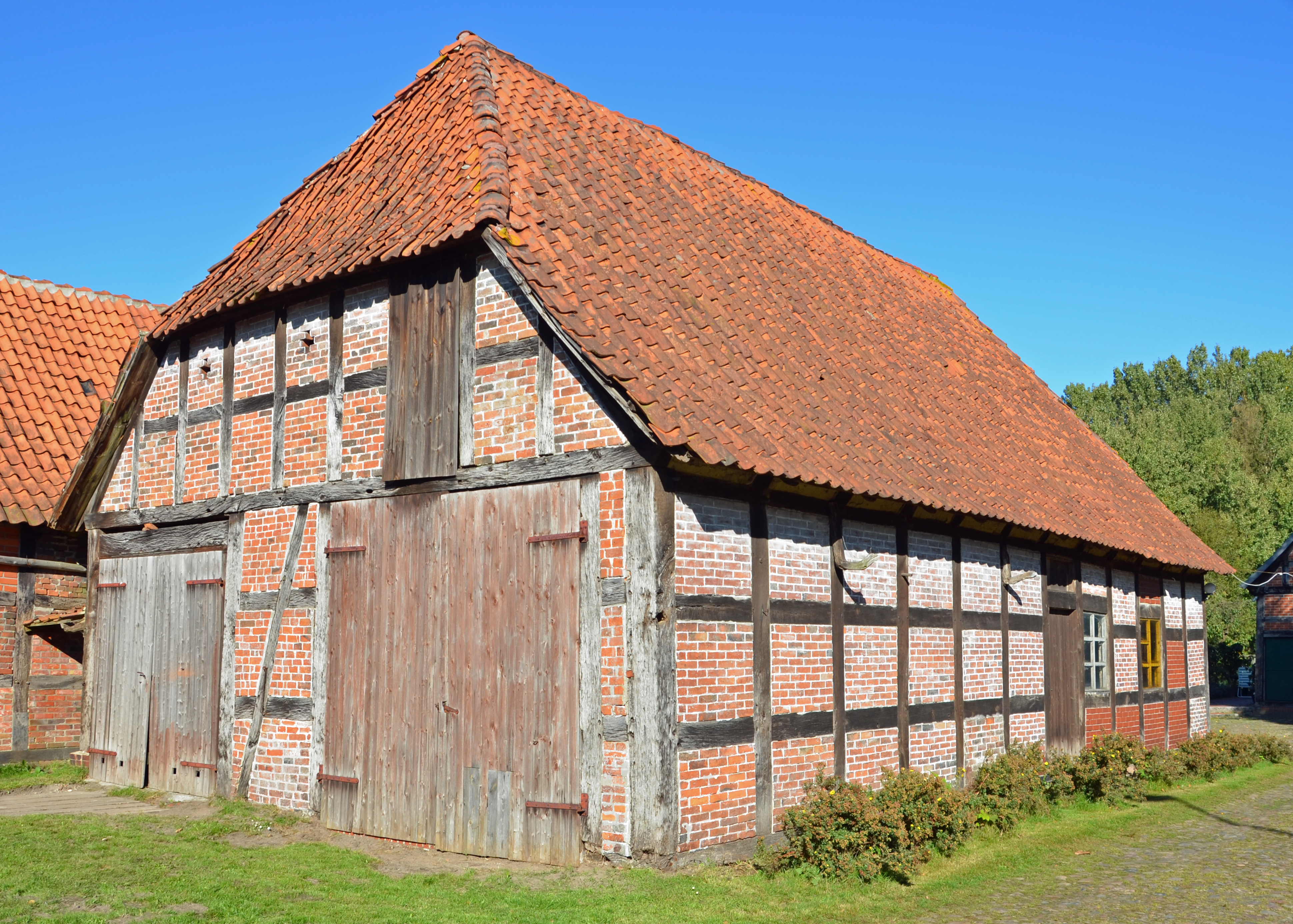
Scheune

- dem Wohn- und Wirtschaftsgebäude als Zweiständer-Hallenhaus in Fachwerk mit Steinausfachungen und Krüppelwalmdach, für Familie Thielbar gebaut, Inschrift im Giebelbalken und über der Grooten Door mit Korbbogen,
- der Scheune in Fachwerk mit Steinausfachungen, Krüppelwalmdach sowie Längsdurchfahrten,
- den weiteren nicht denkmalgeschützten Nebengebäuden.